# 헨리 E. 롤센 공항

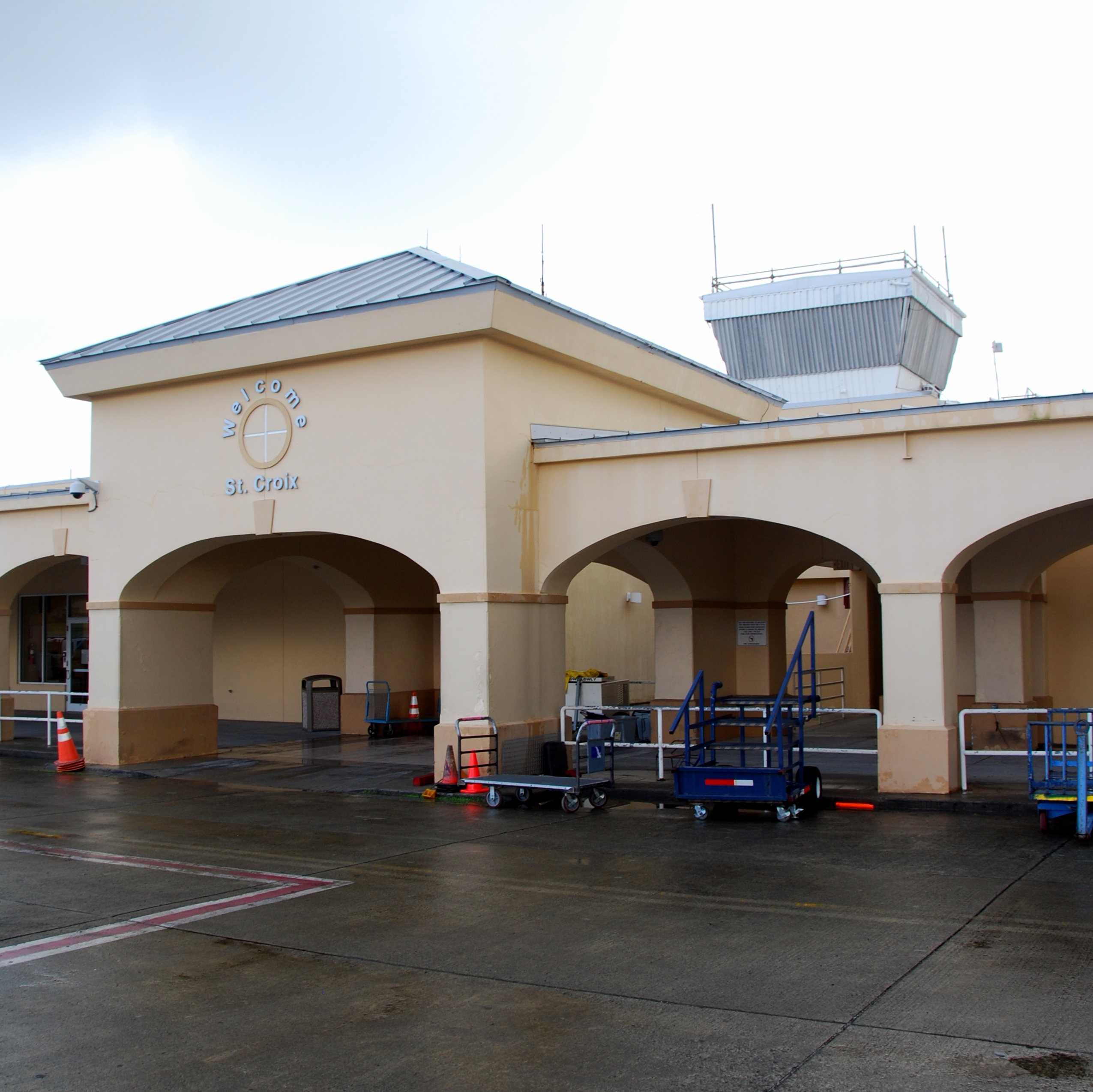

헨리 E. 롤센 공항(Henry E. Rohlsen Airport, IATA: STX, ICAO: TISX, FAA LID: STX)은 미국령 버진아일랜드 세인트크로이섬 크리스천스테드에서 남서쪽으로 10킬로미터 떨어진 공항이다. 제2차 세계 대전 중 세인트크로이의 터스키기 에어맨 소속 헨리 E. 롤센의 이름을 따서 붙여졌다.